# Мантурово (городской округ)
Город Мантурово — муниципальное образование со статусом городского округа в центре Костромской области России.
Городской округ в границах всех пяти бывших сельских поселений Мантуровского района и городского округа города Мантурово был образован к 1 января 2019 года Законом Костромской области от 20 июня 2018 года. С 2005 до 2018 гг. городской округ города включал единственный населённый пункт.
В рамках административно-территориального устройства области на территории городского округа находятся Мантуровский район и город областного значения Мантурово.
Административный центр городского округа — город Мантурово.

## География
Площадь городского округа — 2683 км². Основные реки — Унжа, Кондоба, Кусь, Межа.

## Население
| 2008    | 2010    | 2011    | 2012    | 2013    | 2014    | 2015    |
| ------- | ------- | ------- | ------- | ------- | ------- | ------- |
| 17 816  | ↘17 479 | ↘17 462 | ↘17 127 | ↘16 699 | ↘16 400 | ↘16 077 |
| 2016    | 2017    | 2018    | 2019    | 2020    | 2021    |         |
| ↘15 804 | ↘15 619 | ↘15 452 | ↗18 863 | ↘18 523 | ↘15 889 |         |

### Урбанизация
В городских условиях (Мантурово) проживают 82,09 % населения городского округа.

### Национальный состав
По итогам переписи населения 2020 года проживали следующие национальности (национальности менее 0,1 % и другое, см. в сноске к строке «Другие»):
| Национальность | Численность, чел. | Доля     |
| -------------- | ----------------- | -------- |
| Русские        | 15 355            | 96,64 %  |
| Украинцы       | 56                | 0,35 %   |
| Молдаване      | 25                | 0,16 %   |
| Цыгане         | 18                | 0,11 %   |
| Узбеки         | 17                | 0,11 %   |
| Азербайджанцы  | 17                | 0,11 %   |
| Белорусы       | 17                | 0,11 %   |
| Татары         | 16                | 0,10 %   |
| Другие         | 368               | 2,31 %   |
| Итого          | 15 889            | 100,00 % |

## Населённые пункты
В городском округе 101 населённый пункт:
| №   | Населённый пункт | Тип                     | Население | Поселение                           |
| --- | ---------------- | ----------------------- | --------- | ----------------------------------- |
| 1   | Мантурово        | город                   | ↘13 043   | город Мантурово                     |
| 2   | Абабково         | деревня                 | ↘2        | Октябрьское сельское поселение      |
| 3   | Авксентьево      | деревня                 | ↗68       | Леонтьевское сельское поселение     |
| 4   | Аносово          | деревня                 | ↗18       | Леонтьевское сельское поселение     |
| 5   | Антонково        | деревня                 | →0        | Знаменское сельское поселение       |
| 6   | Антропьево       | деревня                 | ↘2        | Леонтьевское сельское поселение     |
| 7   | Афанасьево       | деревня                 | ↘10       | Леонтьевское сельское поселение     |
| 8   | Бажино           | деревня                 | →0        | Леонтьевское сельское поселение     |
| 9   | Бёрдово          | деревня                 | ↗20       | Самыловское сельское поселение      |
| 10  | Береговая        | деревня                 | ↘5        | Леонтьевское сельское поселение     |
| 11  | Березники        | деревня                 | ↘48       | Знаменское сельское поселение       |
| 12  | Большая Поповица | деревня                 | →0        | Леонтьевское сельское поселение     |
| 13  | Большое Лисицино | деревня                 | ↗85       | Подвигалихинское сельское поселение |
| 14  | Быковка          | посёлок                 | ↗51       | Самыловское сельское поселение      |
| 15  | Васильевское     | деревня                 | ↗39       | Подвигалихинское сельское поселение |
| 16  | Великое Село     | деревня                 | →0        | Самыловское сельское поселение      |
| 17  | Воробьиха        | деревня                 | →9        | Знаменское сельское поселение       |
| 18  | Вочерово-54      | железнодорожный разъезд | ↘1        | Знаменское сельское поселение       |
| 19  | Вочурово         | деревня                 | ↘339      | Знаменское сельское поселение       |
| 20  | Выползово        | деревня                 | ↗11       | Леонтьевское сельское поселение     |
| 21  | Гаврилково       | деревня                 | ↗8        | Подвигалихинское сельское поселение |
| 22  | Глинново         | деревня                 | →0        | Самыловское сельское поселение      |
| 23  | Городищево       | деревня                 | →0        | Леонтьевское сельское поселение     |
| 24  | Гусево           | деревня                 | ↗135      | Подвигалихинское сельское поселение |
| 25  | Давыдово         | деревня                 | ↗30       | Леонтьевское сельское поселение     |
| 26  | Дмитриево        | деревня                 | ↘3        | Леонтьевское сельское поселение     |
| 27  | Дубшино          | деревня                 | ↗65       | Подвигалихинское сельское поселение |
| 28  | Дюльгино         | деревня                 | →0        | Знаменское сельское поселение       |
| 29  | Евдокимово       | деревня                 | ↗30       | Подвигалихинское сельское поселение |
| 30  | Елизарово        | деревня                 | ↗138      | Подвигалихинское сельское поселение |
| 31  | Ефимово          | деревня                 | ↗193      | Самыловское сельское поселение      |
| 32  | Жилино           | деревня                 | →0        | Самыловское сельское поселение      |
| 33  | Завражьево       | деревня                 | →4        | Леонтьевское сельское поселение     |
| 34  | Загатино         | деревня                 | ↘15       | Знаменское сельское поселение       |
| 35  | Зашильское       | деревня                 | ↘3        | Леонтьевское сельское поселение     |
| 36  | Знаменка         | деревня                 | ↘148      | Знаменское сельское поселение       |
| 37  | Зорино           | деревня                 | ↗61       | Самыловское сельское поселение      |
| 38  | Ивановское       | деревня                 | ↘4        | Октябрьское сельское поселение      |
| 39  | Ивкино           | деревня                 | ↗159      | Самыловское сельское поселение      |
| 40  | Карьково         | посёлок                 | ↗323      | Леонтьевское сельское поселение     |
| 41  | Кириллово        | деревня                 | ↗9        | Самыловское сельское поселение      |
| 42  | Княжево          | деревня                 | ↗61       | Подвигалихинское сельское поселение |
| 43  | Копанец          | деревня                 | ↗1        | Знаменское сельское поселение       |
| 44  | Коровино         | деревня                 | →12       | Подвигалихинское сельское поселение |
| 45  | Коровица         | деревня                 | →0        | Подвигалихинское сельское поселение |
| 46  | Костриха         | железнодорожный разъезд | →0        | Октябрьское сельское поселение      |
| 47  | Котельное        | деревня                 | →0        | Октябрьское сельское поселение      |
| 48  | Красково         | деревня                 | ↗1        | Октябрьское сельское поселение      |
| 49  | Красный          | хутор                   | →0        | Знаменское сельское поселение       |
| 50  | Кривоногово      | деревня                 | ↘9        | Самыловское сельское поселение      |
| 51  | Кривцово         | деревня                 | ↗10       | Подвигалихинское сельское поселение |
| 52  | Ледина           | деревня                 | ↘8        | Леонтьевское сельское поселение     |
| 53  | Леонтьево        | деревня                 | ↗141      | Леонтьевское сельское поселение     |
| 54  | Лесобаза         | посёлок                 | ↗410      | Знаменское сельское поселение       |
| 55  | Ломовые          | деревня                 | →0        | Октябрьское сельское поселение      |
| 56  | Макарово         | деревня                 | →0        | Самыловское сельское поселение      |
| 57  | Малая Поповица   | деревня                 | →0        | Леонтьевское сельское поселение     |
| 58  | Медведево        | деревня                 | ↗8        | Леонтьевское сельское поселение     |
| 59  | Медведица        | деревня                 | ↗100      | Знаменское сельское поселение       |
| 60  | Митяево          | деревня                 | ↘2        | Подвигалихинское сельское поселение |
| 61  | Мослово          | деревня                 | →0        | Знаменское сельское поселение       |
| 62  | Мослово          | деревня                 | ↗44       | Леонтьевское сельское поселение     |
| 63  | Неустроиха       | деревня                 | ↗2        | Знаменское сельское поселение       |
| 64  | Никитино         | деревня                 | ↗1        | Леонтьевское сельское поселение     |
| 65  | Никулино         | деревня                 | ↘5        | Октябрьское сельское поселение      |
| 66  | Новая Шолешка    | деревня                 | →0        | Знаменское сельское поселение       |
| 67  | Октябрьский      | посёлок                 | ↗1102     | Октябрьское сельское поселение      |
| 68  | Осиево           | деревня                 | ↘11       | Подвигалихинское сельское поселение |
| 69  | Папулиха         | деревня                 | ↗4        | Знаменское сельское поселение       |
| 70  | Паршино          | деревня                 | ↘2        | Самыловское сельское поселение      |
| 71  | Пахтусово        | деревня                 | →0        | Подвигалихинское сельское поселение |
| 72  | Петрушино        | железнодорожный разъезд | →0        | Октябрьское сельское поселение      |
| 73  | Погорелка        | деревня                 | ↗4        | Самыловское сельское поселение      |
| 74  | Подвигалиха      | деревня                 | ↗211      | Подвигалихинское сельское поселение |
| 75  | Полома           | деревня                 | ↗8        | Леонтьевское сельское поселение     |
| 76  | Попово           | деревня                 | ↗87       | Подвигалихинское сельское поселение |
| 77  | Поцепкино        | деревня                 | ↗53       | Подвигалихинское сельское поселение |
| 78  | Починок          | деревня                 | →0        | Подвигалихинское сельское поселение |
| 79  | Рогово           | деревня                 | ↗195      | Октябрьское сельское поселение      |
| 80  | Самылово         | деревня                 | ↗115      | Самыловское сельское поселение      |
| 81  | Селище           | деревня                 | →0        | Подвигалихинское сельское поселение |
| 82  | Слеповское       | деревня                 | →0        | Подвигалихинское сельское поселение |
| 83  | Ступино          | деревня                 | ↗1        | Леонтьевское сельское поселение     |
| 84  | Суборь           | деревня                 | ↘0        | Октябрьское сельское поселение      |
| 85  | Туйково          | деревня                 | ↗5        | Леонтьевское сельское поселение     |
| 86  | Тысячино         | деревня                 | →0        | Знаменское сельское поселение       |
| 87  | Угоры            | деревня                 | ↘184      | Леонтьевское сельское поселение     |
| 88  | Уколово          | деревня                 | ↘1        | Самыловское сельское поселение      |
| 89  | Унжа-53          | железнодорожный разъезд | ↘22       | Знаменское сельское поселение       |
| 90  | Усолье           | деревня                 | ↘63       | Леонтьевское сельское поселение     |
| 91  | Фалино           | деревня                 | ↗41       | Знаменское сельское поселение       |
| 92  | Фатьяново        | деревня                 | ↘58       | Самыловское сельское поселение      |
| 93  | Фролово          | деревня                 | ↗6        | Подвигалихинское сельское поселение |
| 94  | Хлябишино        | деревня                 | ↗51       | Леонтьевское сельское поселение     |
| 95  | Хмелевица        | деревня                 | →0        | Знаменское сельское поселение       |
| 96  | Хмелёвка         | деревня                 | →0        | Знаменское сельское поселение       |
| 97  | Шафраново        | деревня                 | →0        | Подвигалихинское сельское поселение |
| 98  | Шашки            | деревня                 | →0        | Октябрьское сельское поселение      |
| 99  | Шилово           | деревня                 | ↘2        | Леонтьевское сельское поселение     |
| 100 | Шулёво           | деревня                 | ↘10       | Леонтьевское сельское поселение     |
| 101 | Якутино          | деревня                 | ↗5        | Октябрьское сельское поселение      |